# Famiglia all'improvviso - Istruzioni non incluse
Famiglia all'improvviso - Istruzioni non incluse (Demain tout commence) è un film del 2016 diretto da Hugo Gélin. È un remake del film messicano Instructions Not Included (2013) di Eugenio Derbez.

## Trama
Samuel vive solo in un paese del Sud della Francia. La sua è una vita senza regole o vincoli, fatta solo di divertimento con gli amici e di avventure amorose. La sua quotidianità viene sconvolta dall'arrivo di Kristin, una delle sue ex-amanti, che improvvisamente si presenta dopo molto tempo e gli lascia in custodia una bambina di nome Gloria, dicendogli che si tratta di sua figlia. Samuel, non sentendosi ancora pronto per fare il padre, decide di partire per Londra con lo scopo di ritrovare Kristin e restituirle la bambina. Non riuscendo a rintracciare la donna, decide di tenere la bambina con sé, facendosi aiutare dal nuovo amico Bernie, un agente televisivo omosessuale.
Passano così otto anni in cui padre e figlia diventano sempre più affiatati, inseparabili e felici. Samuel, che grazie a Bernie si è fatto nel frattempo una notevole fama come stuntman, impara a essere padre e adatta la sua vita alle nuove esigenze di Gloria, senza però mai imparare l'inglese. A un certo punto Samuel apprende che una grave malattia lo separerà dalla sua adorata figlia: egli sente di doversi preparare al distacco, ma è anche determinato a fare in modo che Gloria non lo sappia. Un giorno Kristin si ripresenta nelle loro vite, decisa a riavere sua figlia. Cercando di ottenere la custodia della bambina, la donna dà inizio a una battaglia legale che vede inizialmente Samuel come vincitore, finché Kristin non richiede un test di paternità, dal quale risulta che Samuel non è il padre biologico di Gloria e quindi non ha alcun diritto di affidamento. Dopo la sentenza Kristin va a casa di Samuel con la polizia, ma quest'ultimo scappa dal terrazzo con Gloria, fuggendo tra i tetti delle abitazioni vicine. Sul posto giunge anche Bernie, che durante una breve, ma accesa discussione con Kristin le rivela che Gloria è affetta da una malattia che la porterà presto alla morte.
Poco tempo dopo Samuel e Gloria giocano sulle spiagge del Sud della Francia, passando assieme a Kristin e a Bernie dei momenti bellissimi, fino al fatidico giorno in cui Gloria si addormenta senza svegliarsi più.
Samuel è devastato dalla morte della figlia, ma non rimpiange nemmeno un giorno passato assieme a lei: non smetterà di vivere e ricorderà per sempre i loro momenti felici.